# Museu Municipal de Caxias do Sul
O Museu Municipal de Caxias do Sul é um museu histórico, artístico e etnográfico brasileiro, localizado na rua Visconde de Pelotas, nº 586, em Caxias do Sul, estado do Rio Grande do Sul.
O Museu Municipal, além de mostrar permanentemente seu acervo próprio, oferece visitas monitoradas, uma sala de exposições temporárias, exposições itinerantes, além de diversos projetos de educação patrimonial.

## Histórico
O Museu Municipal de Caxias do Sul foi criado pelo Decreto Municipal nº 2, de 3 de outubro de 1947, pelo intendente Demétrio Niederauer, junto com a Biblioteca Pública Municipal. As duas instituições foram inauguradas 13 de novembro e abertas à visitação em 20 de dezembro do mesmo ano, tendo como diretor o próprio intendente. Durante muitos anos o Museu e a Biblioteca funcionaram num casarão em frente à praça Dante Alighieri, mas o espaço disponível para exposições era muito limitado.
A coleção cresceu sem um critério definido e acumulou uma quantidade de peças sem importância. Em 1965 foi lançada uma campanha para fundir o museu do Centro de Tradições Gaúchas Rincão da Lealdade com o Museu Municipal e torná-lo um museu apenas histórico, descartando suas coleções de história natural e tudo que não tivesse interesse histórico. A proposta gerou polêmica e foi rebatida por Demétrio Niederaurer, que considerava importante a seção de história natural como instrumento didático.
A sede foi demolida em 1967, e o acervo do museu passou para a guarda do Rincão da Lealdade, quando boa parte das peças foi extraviada. O Museu permaneceu esquecido até que em 1974, durante os preparativos para as comemorações do centenário da imigração italiana, programadas para 1975, subitamente a atenção da comunidade se voltou para ele. Para a sua reabertura foi necessário encontrar uma nova sede, sendo escolhido o antigo casarão da família Morandi Otolini. Este prédio, construído em 1884 e ampliado com um pavimento adicional em 1893, foi posto a leilão em 1894 e adquirido pela Intendência Municipal pelo valor de 3,62 contos de réis, servindo inicialmente como prisão, colégio e delegacia de polícia. Em 1919 a sede da Intendência foi lá instalada, onde permaneceu até 1974. Nesta altura o prédio encontrava-se completamente superpovoado, pois nele funcionavam quase todas as secretarias municipais. Decidiu-se, então, que a Prefeitura seria transferida para o grande pavilhão onde até então se realizavam as exposições da Festa da Uva.

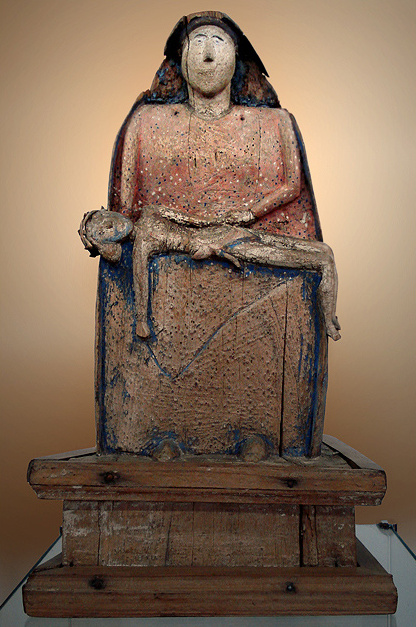
Pietà rústica do século XIX, uma das peças mais icônicas da coleção

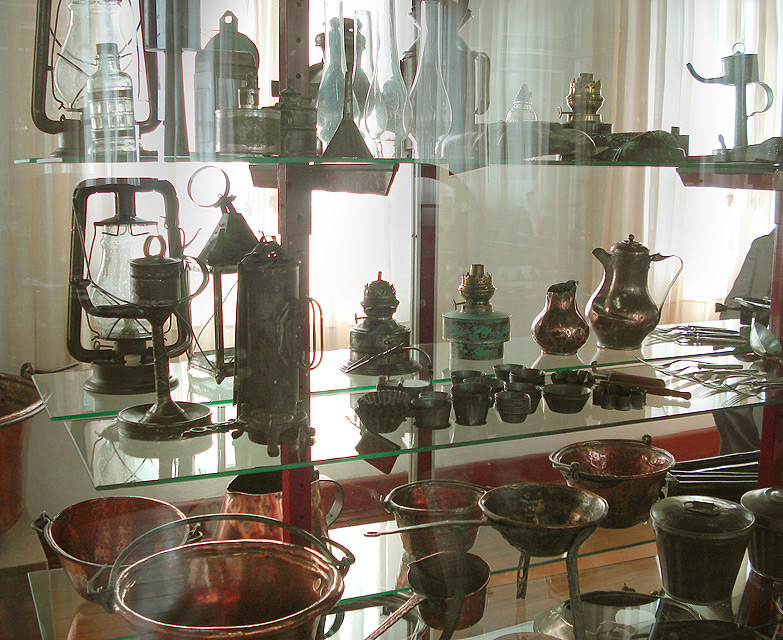
Vitrine com utilitários de cobre

Em 1974 o Museu Municipal iniciou o processo de transferência. Sob a coordenação da museóloga Maria Frigeri Horn, o Museu organizou o espaço expositivo em uma sala de exposição permanente, uma sala do século XIX, uma sala do século XX, uma sala de móveis, uma sala de arte sacra e uma para exposições temporárias, além dos espaços administrativos e outros para eventos variados. Uma campanha pública foi lançada na imprensa para recolher doações a fim de reconstituir o acervo disperso. No início de 1975 já era prevista a criação do Arquivo Histórico Municipal, que deveria funcionar nas mesmas instalações do Museu.
Na reabertura em 2 de março de 1975 o acervo tinha cerca de 500 peças. Como primeira diretora foi indicada Maria Horn. Em junho o Museu inaugurou uma nova seção, a Pinacoteca Aldo Locatelli, inicialmente destinada a receber obras de artistas caxienses, e pouco depois foram criadas uma seção de filmes, fotografias e gravações e uma sala para audiovisuais. A instituição renovada foi bem recebida pela comunidade, logo tinha significativa visitação (2.408 visitantes em setembro), organizava variados eventos, supervisionava as atividades do Museu Casa de Pedra e muitas novas doações continuavam ocorrendo. Em 5 de agosto de 1976 o Arquivo Histórico foi criado oficialmente, sendo instalado numa casinha de madeira nos fundos do Museu, onde as condições eram extremamente precárias. O Arquivou passou a atuar como um departamento do Museu e na prática as duas instituições funcionavam como uma só, tendo um mesmo diretor.
Em 1982 o Museu já contava com cerca de 2,5 mil peças, cerca de 700 em exposição permanente, 300 alocadas na Casa de Pedra, e o restante em depósito, havendo um projeto em andamento para aquisição de mais 900 peças de maquinário e ferramentas agrícolas. No mesmo ano foi iniciado um projeto de reorganização completa do já obsoleto sistema de catalogação e tombamento do material. Em 1984, em convênio com a Funarte, obteve verbas para uma reforma das instalações e ampliação do acervo. Porém, a reforma foi superficial, e a partir desta época o interesse do poder público diminuiu sensivelmente, os investimentos cessaram, a catalogação e tombamento de novas doações foi paralisada, muitas peças se extraviaram e outras tantas foram emprestadas e jamais retornaram, e com o passar dos anos o prédio começou a evidenciar problemas graves, prejudicando grande parte da coleção que já estava superlotando o pequeno e precário depósito. Levaria mais de uma década para que uma retomada nos trabalhos acontecesse.
Em 1996 o Arquivo Histórico finalmente foi transferido para uma sede própria, em 1997 o Museu passou a administrar a capela na réplica da Caxias Antiga no parque da Festa da Uva, e colaborou no projeto de revitalização do conjunto das construções, em 1998 a Casa de Pedra foi restaurada, e no mesmo ano, frente a inúmeros problemas estruturais na sede principal, foi executada uma reforma em profundidade, com substituição da rede elétrica, modernização da cozinha, substituição das instalações hidráulicas e sanitárias, revisão de toda parte de madeira e dos telhados, troca de vidros, cortinas, carpetes e pintura geral. A construção de um novo anexo nos fundos possibilitou criar uma reserva técnica maior e reunir num só espaço todo o acervo disperso em diversos locais e que estava se deteriorando devido às más condições de armazenagem, abriu espaço para a reorganização das salas de exposição, e também para a criação de serviços essenciais como oficina, sala de vídeo, biblioteca, laboratório de restauro e salas de apoio. O prédio, que é um dos mais antigos da cidade, foi tombado pela Prefeitura em 28 de novembro de 2001.
As atividades e programas do Museu tiveram um impacto positivo no aumento da conscientização da população sobre temas históricos e patrimoniais, embora essa consciência ainda não esteja bem consolidada nem seja ampla, sendo um campo em que ainda há muito por fazer. Muitos projetos sofrem com uma crônica falta de fundos e com a falta de continuidade nas sucessivas trocas de administração.

## O acervo

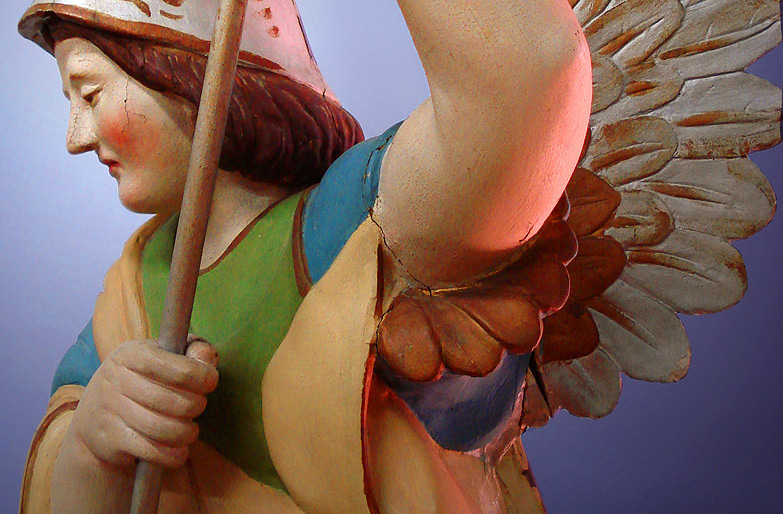
Pietro Stangherlin: São Miguel derrotando o demônio (detalhe)

Seu rico acervo tem grande importância para a história da região colonial italiana em geral e para a história de Caxias em particular. Conta com mais de 12 mil peças, que ilustram a ocupação indígena anterior do território, a imigração, a tomada de posse e cultivo inicial da terra, e os desdobramentos e mudanças nas principais atividades e profissões ocorridas na área de Caxias do Sul ao longo do processo de urbanização.
O acervo conta com artefatos indígenas; apetrechos de viagem; maquinário e ferramental artesanal usado nas atividades agrícolas;  objetos de ferro, vidro, louça e cobre usados nas cozinhas e oficinas; móveis, sapatos e roupas; instrumentos técnicos, musicais e acessórios de uso pessoal; peças de arte sacra e, finalmente, objetos derivados das atividades de prestação de serviços, do comércio, do lazer, da cultura e brinquedos.
Dentre as peças individuais mais interessantes estão uma rústica máquina para joeirar feijão; um armário de parede inteira, com inúmeros frascos de remédios e objetos farmacêuticos, que pertenceu a uma antiga farmácia hoje demolida; uma máquina registradora; uma grande pintura representando São Marcos, um grupo representando Nossa Senhora da Neve com o Menino e um grupo de São Miguel derrotando o demônio, de autoria de Pietro Stangherlin; uma estátua de Santa Teresa de Michelangelo Zambelli; a estátua de roca de Santa Maria da Misericórdia de Tarquinio Zambelli, e uma Pietà anônima de traços arcaicos.

## Galeria

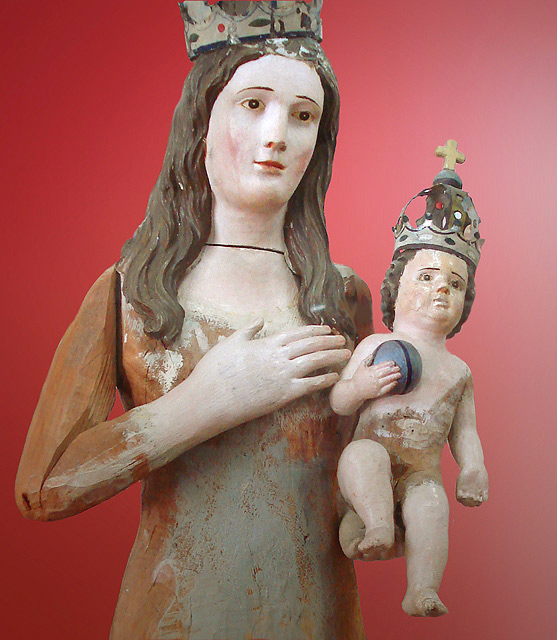
Tarquinio Zambelli: Santa Maria da Misericórdia, 1885
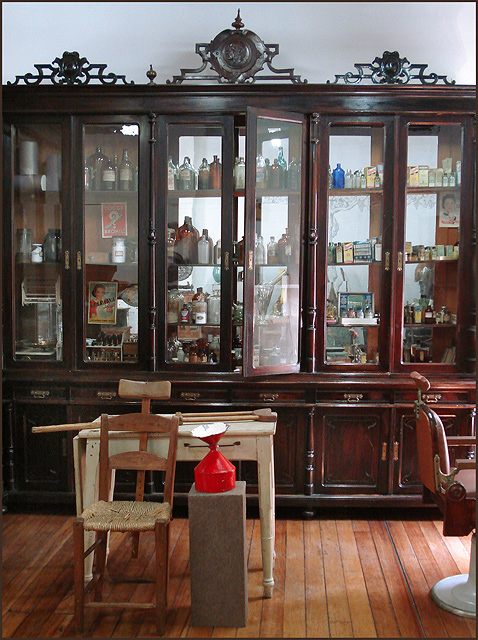
Mobília de uma antiga farmácia
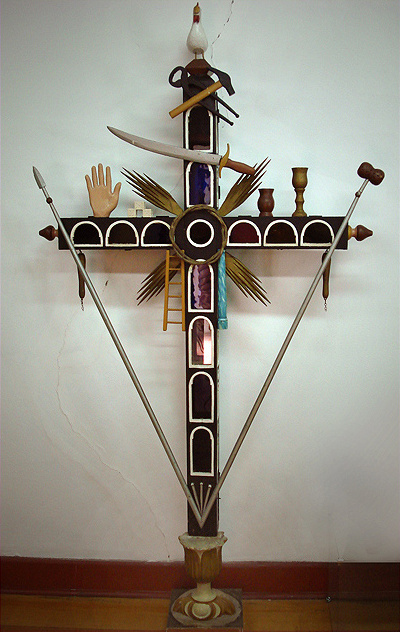
Cruz processional
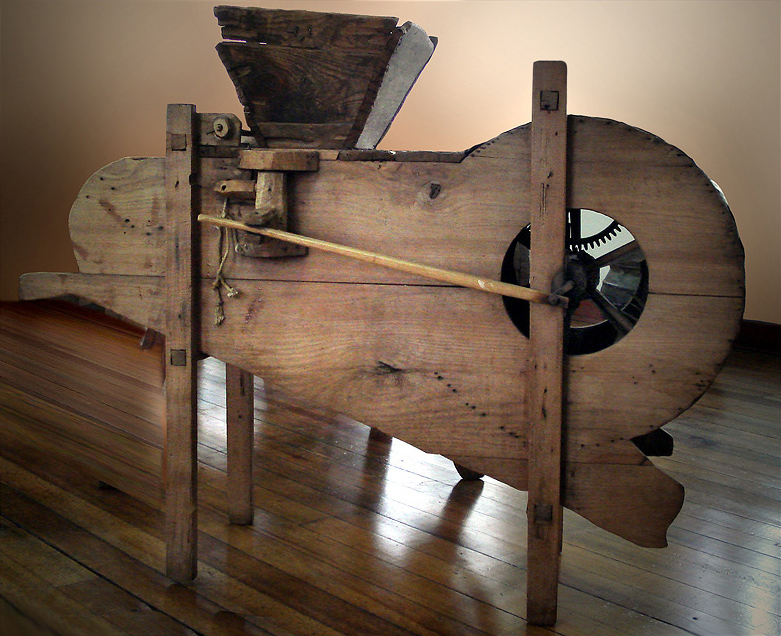
Máquina de joeirar feijão

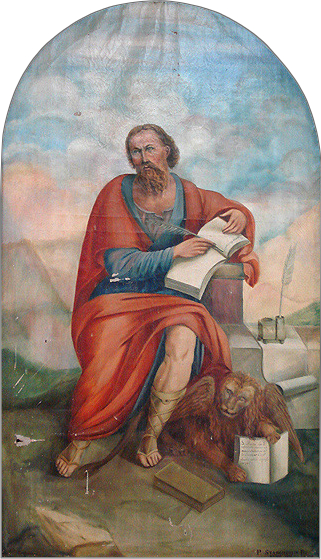
Pietro Stangherlin: São Marcos Evangelista, 1890
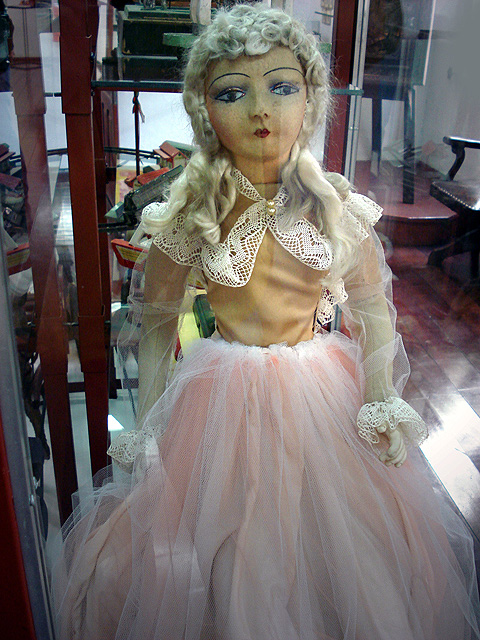
Boneca
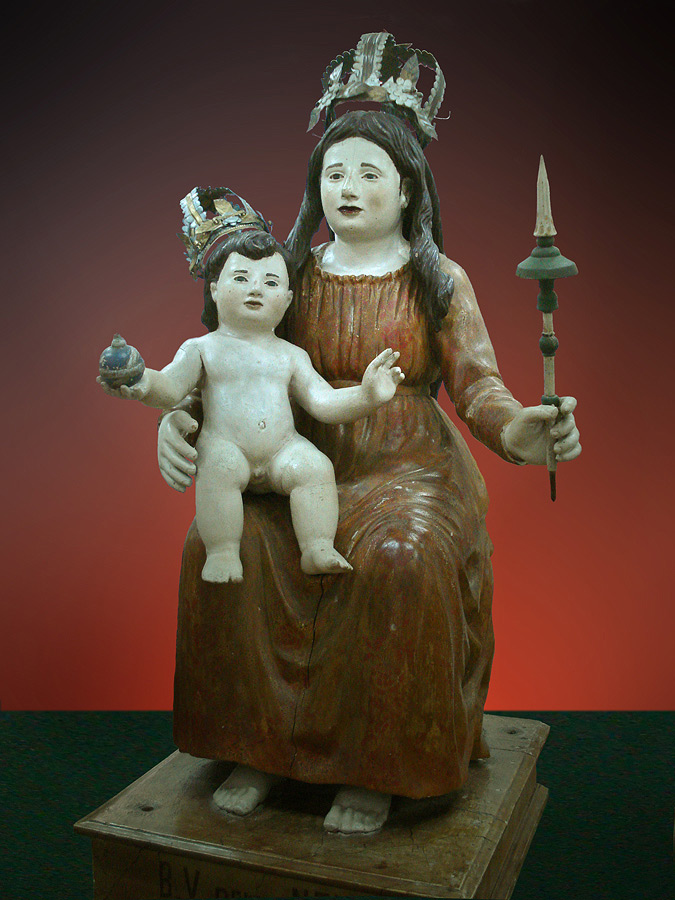
Pietro Stangherlin: Nossa Senhora da Neve, 1885
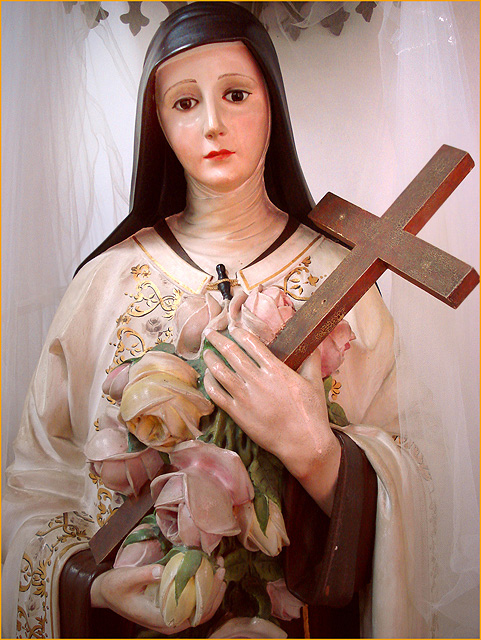
Michelangelo Zambelli: Santa Teresa de Jesus